# Речь (риторика)
Речь — публичное словесное выступление, имеющее форму монолога и обращённое ко многим слушателям. Также речь — литературное произведение, предназначенное для публичного произнесения по какому-либо случаю.
Формировалась на основе ораторской практики с использованием перенесённого на прозу теоретического опыта поэтики. Обычай произнесения монологов на похоронах появляется в Древнем Египте. У египтян его заимствовали греки, превратившие погребальную речь в жанр литературы — панегирик. Постепенно речь стала приобретать характер ораторской (то есть носящей политический характер), а выбор выступающего перестал носить случайный характер.

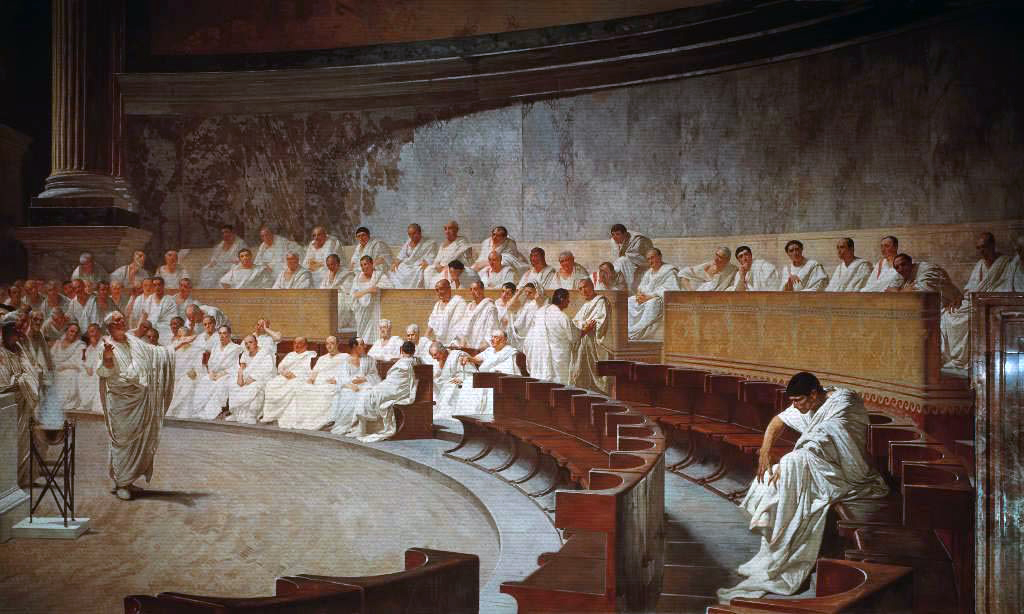
Цицерон произносит речь в римском сенате.

Дальнейшее развитие речевого искусства, с I века до н. э., проходило в Древнем Риме, заимствовавшем греческие традиции.
В работе «Жизнь Катона Старшего» древнегреческого биографа Плутарха упоминается, что римский полководец и государственный деятель Марк Порций Катон Старший, непримиримый враг Карфагена, все свои речи (вне зависимости от их тематики) в сенате заканчивал фразой: «Кроме того, я думаю, что Карфаген должен быть разрушен» (Ceterum censeo Carthaginem esse delendam). Различные формы фразы также встречаются в некоторых других древних источниках.
В Византии и Древней Руси главным авторитетом в этих вопросах считался Гермоген Тарсский (II—III века н. э.).
Со временем поводы для произнесения речей расширялись, и в настоящее время с речью выступают на собраниях (разновидность такой речи — доклад, содержащий какое-либо сообщение), на официальных церемониях, во время банкетов, на митингах, в судах.

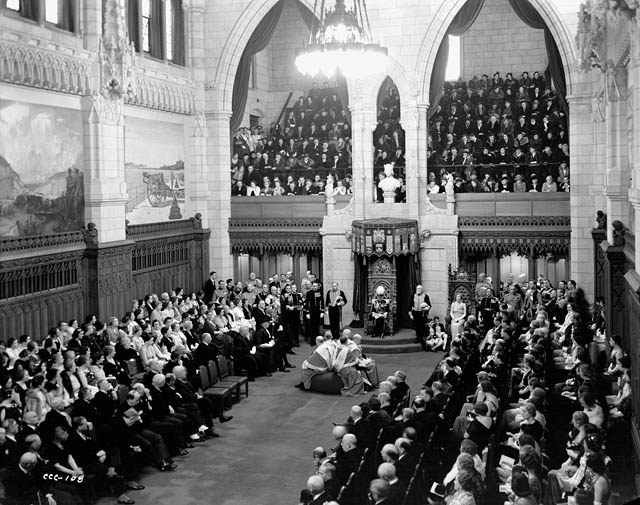
Тронная речь генерал-губернатора в канадском парламенте

Тронная речь — обычная для ряда монархий мира процедура произнесения монархом (или его представителем) специально подготовленного обращения перед собравшимся в полном составе парламентом, чтобы представить программу правительства на предстоящий год. Текст речи подготавливается партией, имеющей большинство в нижней палате парламента.
Одной из известнейших речей в истории Соединённых Штатов Америки является «Геттисбергская речь» Авраама Линкольна 19 ноября 1863 года на открытии Национального солдатского кладбища в Геттисберге, штат Пенсильвания. Выступление длилось чуть более двух минут и состояло из 272 слов, президент обратился к принципам равенства, провозглашённым когда-то в Декларации независимости, а Гражданскую войну оценил по-новому: как борьбу за сохранение Соединённых Штатов, которое бы сопровождалось «возрождением свободы» («a new birth of freedom»), призванным даровать истинное равноправие всем гражданам и сохранить союз штатов как единое государство, в котором все граждане будут равны. Полный текст Геттисбергской речи высечен на каменной плите, являющейся частью Мемориала Линкольну в Вашингтоне.
Выдающейся в культурном отношении является «Речь Достоевского о Пушкине», произнесённая писателем 8 (20) июня 1880 года на заседании Общества любителей российской словесности в связи с открытием в Москве памятника Пушкину и опубликованная 1 августа в «Дневнике писателя». В ней писатель, в частности, сказал:

Пушкин есть явление чрезвычайное и, может быть, единственное явление русского духа, сказал Гоголь. Прибавлю от себя: и пророческое… И никогда ещё ни один русский писатель, ни прежде, ни после его, не соединялся так задушевно и родственно с народом своим, как Пушкин… Пушкин умер в полном развитии своих сил и бесспорно унёс с собою в гроб некоторую великую тайну. И вот мы теперь без него эту тайну разгадываем.

Славился своими речами на судебных процессах, определяющим образом влиявшими на выносимые приговоры, знаменитый русский адвокат Плевако (1842—1909), получивший от современников прозвище «московский златоуст».
Речь лауреата входит в церемонию вручения Нобелевской премии, первая речь была произнесена Бьёрнстьерне Бьёрнсоном (1903).

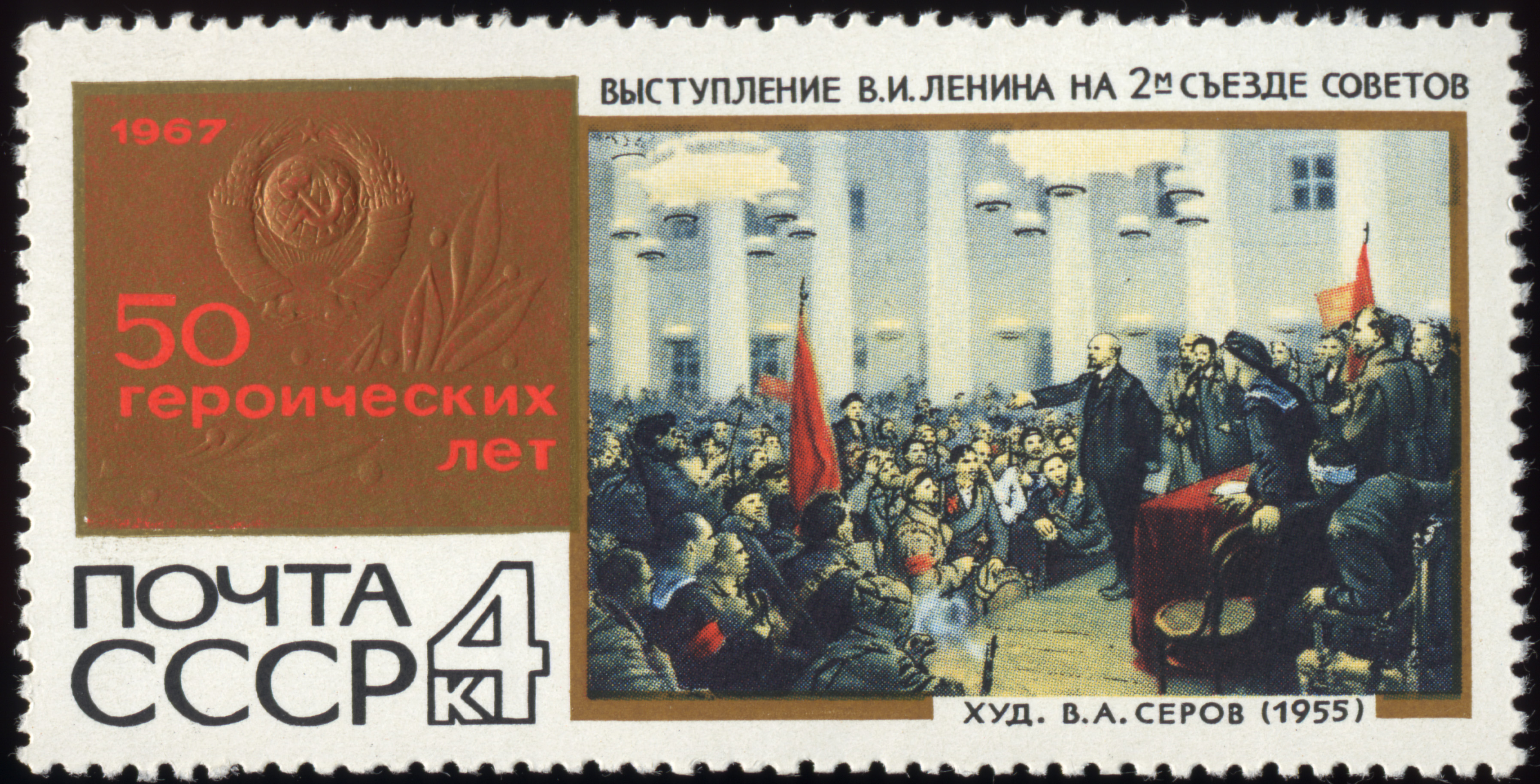
Речь Ленина на 2-м съезде Советов. Художник В. А. Серов, 1955 год.

Выступая на втором заседании 2-го съезда Советов (26 октября 1917 года) Ленин, встреченный бурными аплодисментами, зачитывает съезду декреты о мире и о земле. Характеризуя речи Ленина, Сталин отмечал : «Необычайная сила убеждения, простота и ясность аргументации, короткие и всем понятные фразы, отсутствие рисовки, отсутствие головокружительных жестов и эффектных фраз, бьющих на впечатление, — все это выгодно отличало речи Ленина от речей обычных „парламентских“ ораторов».

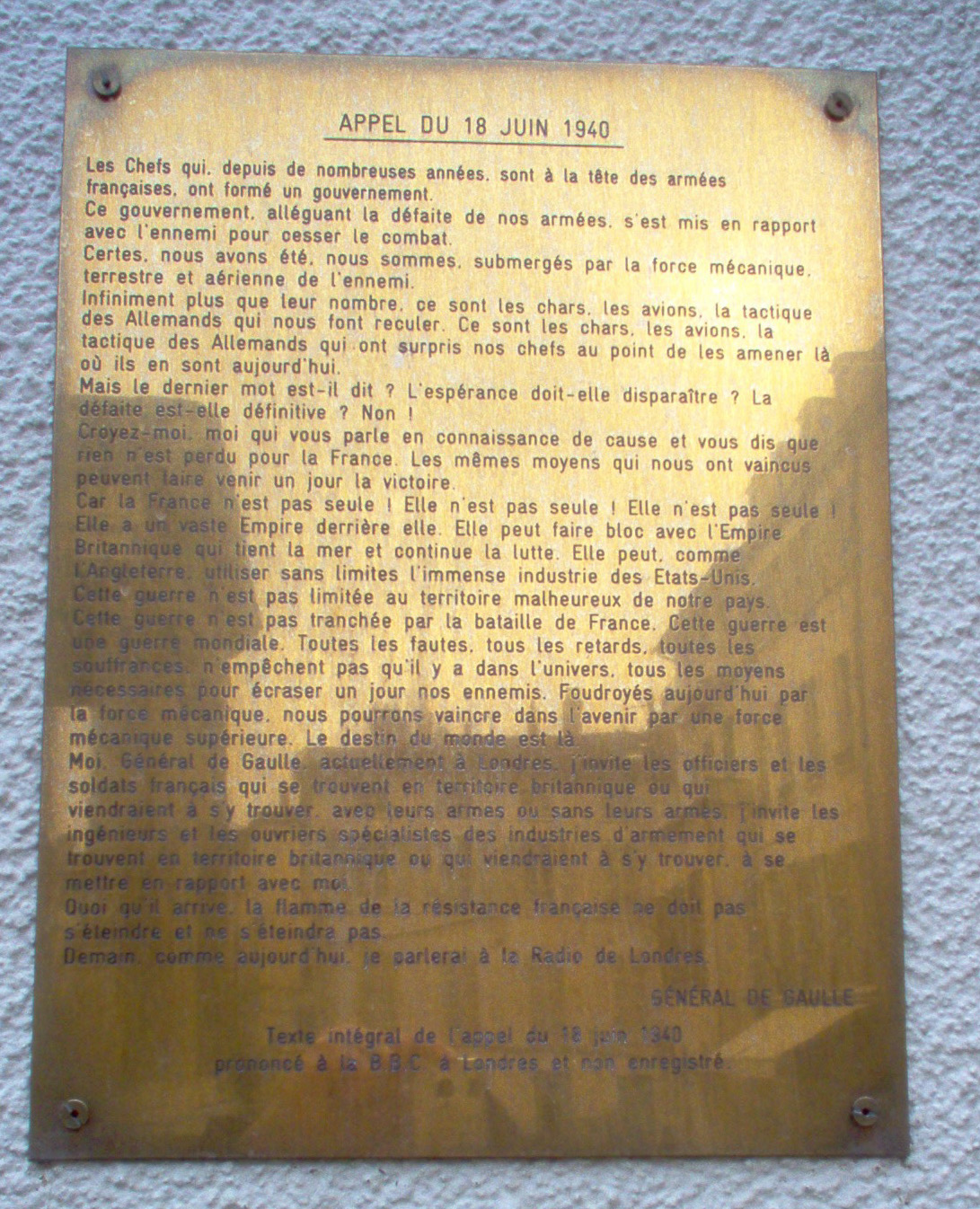
Мемориальная плита с текстом речи 18 июня. Вьен

Речь 18 июня, произнесённая лидером «Сражающейся Франции» Шарлем де Голлем в этот день 1940 года, стала одной из самых важных за всю историю Франции. В ней Шарль де Голль обратился из Лондона ко всем французам после оккупации Франции немецкими войсками и заявил, что война для Франции ещё не закончена и призвал вступать в движение Сопротивления. Эта речь дала толчок движению Сопротивления во время Второй мировой войны.
В 2005 году ЮНЕСКО включила речь в реестр «Память мира».
22 июня 1941 года, после нападения фашистской Германии на СССР, по радио к советскому народу обратился В. М. Молотов, речь он закончил словами:

Наше дело правое. Враг будет разбит. Победа будет за нами!
В своей речи во время парада на Красной площади 7 ноября 1941 года Сталин обратился к защитникам Родины с напутствием и благодарностью, сравнил 1941 год с тяжёлыми годами Гражданской войны и уверил в скорой победе над захватчиком:

Товарищи красноармейцы и краснофлотцы, командиры и политработники, партизаны и партизанки! На вас смотрит весь мир как на силу, способную уничтожить грабительские полчища немецких захватчиков. На вас смотрят порабощённые народы Европы, подпавшие под иго немецких захватчиков, как на своих освободителей. Великая освободительная миссия выпала на вашу долю. Будьте же достойными этой миссии! Война, которую вы ведёте, есть война освободительная, война справедливая. Пусть вдохновляет вас в этой войне мужественный образ наших великих предков — Александра Невского, Димитрия Донского, Кузьмы Минина, Димитрия Пожарского, Александра Суворова, Михаила Кутузова! Пусть осенит вас победоносное знамя великого Ленина! За полный разгром немецких захватчиков! Смерть немецким оккупантам! Да здравствует наша славная Родина, её свобода, её независимость! Под знаменем Ленина — вперёд, к победе!
Фултонская речь Уинстона Черчилля, произнесённая 14 марта 1946 года, в СССР считалась сигналом для начала холодной войны.
В основном абзаце речи он сказал:

От Штеттина на Балтике до Триеста на Адриатике, через весь континент, был опущен «железный занавес». За этой линией располагаются все столицы древних государств Центральной и Восточной Европы: Варшава, Берлин, Прага, Вена, Будапешт, Белград, Бухарест и София, все эти знаменитые города с населением вокруг них находятся в том, что я должен назвать советской сферой, и все они, в той или иной форме, объекты не только советского влияния, но и очень высокого, а в некоторых случаях и растущего контроля со стороны Москвы… Коммунистические партии, которые были очень маленькими во всех этих восточноевропейских государствах, были выращены до положения и силы, значительно превосходящих их численность, и они стараются достичь во всём тоталитарного контроля.

Доклад «О культе личности и его последствиях» («секретный доклад Хрущёва на XX съезде КПСС») был зачитан Первым секретарём Президиума ЦК КПСС Н. С. Хрущёвым на закрытом заседании XX съезда КПСС 25 февраля 1956 года. Доклад был посвящён осуждению культа личности И. В. Сталина, массовому террору и преступлениям второй половины 1930-х — начала 1950-х, вина за которые возлагалась на Сталина, а также проблеме реабилитации репрессированных при Сталине советских партийных и военных деятелей. Доклад явился важным этапом Хрущёвской оттепели и, по некоторой оценке, стал «наиболее влиятельный доклад ХХ столетия».
Выступая во Флориде 8 марта 1983 года перед Национальной ассоциацией евангелистов США президент США Рейган назвал СССР «империей зла», настаивая на принципиальной аморальности советского режима и по этой причине — на невозможности морального уравнивания СССР с США. Агентство ТАСС в связи с этим заявило, что «администрация Рейгана способна думать только в терминах конфронтации и воинственного, безумного антикоммунизма».
18 марта 2014 года президент России В. В. Путин в Георгиевском зале Большого Кремлёвского дворца в Московском Кремле обратился к обеим палатам Федерального собрания Российской Федерации в связи с предложением Государственного Совета Республики Крым о принятии республики в состав Российской Федерации («Крымская речь Владимира Путина»).